# 横領罪
横領罪（おうりょうざい）は、自己の占有する他人の物を横領する罪である。
広義の横領罪は、刑法第二編「罪」- 第三十八章「横領の罪」（252条〜255条）に規定された全ての罪を指し、狭義の横領罪は、刑法252条1項に規定される罪（単純横領罪）のみをいう。
また、自己の物であっても、公務所から保管を命ぜられた場合にこれを横領したときには、横領罪が成立する（刑法252条2項）。

## 条文
- 単純横領罪

- 業務上横領罪

- 遺失物等横領罪

## 保護法益
本罪は、物の委託者と受託者の委託信任関係を保護するものであるとされる。近時は委託信任関係と併せて委託者の所有権も保護法益とする見解が有力である。

## 犯罪の類型

### 単純横領罪
自己の占有する他人の物を横領すると、（狭義の）横領罪が成立する（刑法第252条1項）。業務上横領罪との比較から単純横領罪と呼ばれることもある。他人の物を委託関係に基づいて占有する者のみが犯し得る身分犯である（真正身分犯）。
法定刑は5年以下の拘禁刑である。

### 業務上横領罪
業務上占有する他人の物を横領すると、業務上横領罪が成立する（刑法第253条）。占有が業務であることで刑が加重される身分犯であり（不真正身分犯）、基本犯である単純横領罪が真正身分犯であることから、真正身分犯・不真正身分犯両方の性質を有する複合的身分犯である。
法定刑は10年以下の拘禁刑である。

### 遺失物等横領罪
遺失物、漂流物その他占有を離れた他人の物を横領すると、遺失物等横領罪が成立する（刑法第254条）。拾得物横領罪・占有離脱物横領罪とも言う。所有者との間に委託信任関係がない点で、狭義の横領罪と異なる。物に対して相手の所有権が及ぶことが条件となるため、単なるゴミ拾いなどは該当しない。
法定刑は、1年以下の拘禁刑または10万円以下の罰金もしくは科料である。

### 委託物横領罪
遺失物等横領罪と対比して、狭義の横領罪と業務上横領罪とを包括し委託物横領罪と呼ぶ。

## 行為

### 行為の客体
単純横領罪の客体は「自己の占有する他人の物」、業務上横領罪の客体は「業務上自己の占有する他人の物」、遺失物等横領罪の客体は「遺失物、漂流物その他占有を離れた他人の物」である。なお、自己の物であっても、公務所から保管を命ぜられたものについては、単純横領罪の客体となる（刑法第252条2項）。

#### 占有の意義
窃盗罪のケースと違い、事実的な所持だけでなく法律的な支配も占有に含まれる。預金に対する預金者、既登記建物の登記名義人にも占有が認められる。
すなわち、ここでいう占有とは、横領罪の主体としての地位を基礎付けるものであり、横領行為をなしうる立場にあることを意味する。
例えば、不動産所有権の登記名義人である者は、たとえ実体として他人に帰属する物であっても、他人に売却して所有権移転登記手続をすることができる。したがって、不動産所有権の登記名義人はその不動産について占有をしていると評価することができるのである。

### 行為の内容
本罪の実行行為たる横領とは、通説によると、不法領得の意思の発現行為一切をいうとされる。ここで「不法領得の意思」とは、通説的な説明によれば、所有者を排除する意思とその物の効用を享受する意思の総体をいうとされる。そして、横領罪における不法領得の意思は、「委託の任務に背いて、その物につき権限がないのに所有者でなければできないような処分をする意志をいう」（最判昭和24年3月8日刑集3巻3号276頁）。したがって、窃盗罪などとは異なり、毀棄隠匿の意思であってもこれに含まれると解しうる。

### 既遂時期
領得が始まれば、完了しなくても既遂に達する。すなわち、既遂時期と着手時期が同一ということである。そのため、横領罪には未遂を処罰する規定が存在しない。

## 他罪との関係
- 背任罪との区別

他人の物を本人の委託に基づいて占有する者が、図利加害目的で任務に背き本人に財産上の損害を与えた場合、横領罪と背任罪のいずれが成立するのかという問題が生じる。両罪の区別については、越権の有無で区別する見解や、領得行為の有無で区別する見解などがある。また、最近は横領罪は背任罪に対して特別法の関係に立つとして、横領罪の成否によって区別することが必要であり、かつ、それで十分であるとする見解が有力である。

## 親族間の特例
窃盗罪の親族相盗例の規定が横領罪にも準用される（刑法255条、244条）。
なお、成年後見人、未成年後見人による被後見人財産の横領のケースでは、親族であろうと準用されないとするのが判例である（成年後見人につき最決平成24年10月9日、未成年後見人につき最決平成20年2月18日）。